# Yui Hatano
Yui Hatano (Prefectura de Kyoto, 24 de maig de 1988) és una actriu porno i model japonesa. És popular a Taiwan, on es considera que té una semblança significativa a l'actriu i model taiwanesa Lin Chi-ling.
El 2015, va ser anunciat que seria mostrada a les targetes de pagament de transport públic de Taiwan EasyCard, en dues fotografies diferents: una com a diablessa i una altra com un àngel. Aquesta mesura fou protestada i fins i tot es dubtà en si tirar endavant amb la decisió.